# Barbara Scoppa
Barbara Scoppa (Roma, 21 ottobre 1957) è un'attrice italiana.

## Biografia

Barbara Scoppa (a sinistra) con Leonardo Treviglio in Morirai a mezzanotte (1986)

Si diploma nel 1984 presso la Bottega Teatrale di Firenze diretta da Vittorio Gassman. Alterna l’attività teatrale a quella cinematografica, debuttando in teatro come protagonista giovane accanto ad Alberto Lionello in Ornifle di J. Anouilh, regia di Luigi Squarzina. Inizia a lavorare nel cinema fin dagli anni ottanta, debuttando nel 1986 con una parte in Ginger e Fred di Federico Fellini; nello stesso anno avrà il suo primo ruolo importante nel film comico Scuola di ladri (dove è la protagonista femminile al fianco di Lino Banfi, Paolo Villaggio e Massimo Boldi). Successivamente recita in film di vario genere, come La famiglia di Ettore Scola, Malizia 2mila e anche in Ovosodo di Paolo Virzì; in seguito lavora in prevalenza in serie tv delle reti Rai e Mediaset. Nel 2004 interpreta la moglie tradita di Massimo Boldi nel cinepanettone Christmas in Love.

## Filmografia

### Cinema
- Ginger e Fred, regia di Federico Fellini (1986)
- Scuola di ladri, regia di Neri Parenti (1986)
- Morirai a mezzanotte, regia di Lamberto Bava (1986)
- Il tenente dei carabinieri, regia di Maurizio Ponzi (1986)
- La famiglia, regia di Ettore Scola (1987)
- Turné, regia di Gabriele Salvatores (1990)
- Malizia 2mila, regia di Salvatore Samperi (1991)
- Bugie rosse, regia di Pierfrancesco Campanella (1993)
- Lettera da Parigi, regia di Ugo Fabrizio Giordani (1993)
- Tra noi due tutto è finito, regia di Furio Angiolella (1994)
- La fine dell'intervista, regia di Stefano Roncoroni (1994)
- Ovosodo, regia di Paolo Virzì (1997)
- Ultimo stadio, regia di Ivano De Matteo (2002)
- Christmas in Love, regia di Neri Parenti (2004)
- L'amico di famiglia, regia di Paolo Sorrentino (2006)
- Alza la testa, regia di Alessandro Angelini (2008)
- La mossa del pinguino, regia di Claudio Amendola (2014)
- In vacanza su Marte, regia di Neri Parenti (2020)

### Televisione
- Cinecittà Cinecittà, regia di Vittorio De Sisti - miniserie TV (Rai 2, 1985)
- Sentiments – serie TV, 1 episodio (1987)
- Aeroporto internazionale – serie TV, 1 episodio (1987)
- David e David, regia di Giorgio Capitani (1989)
- Stelle in fiamme, regia di Italo Moscati (1990)
- La luna nel pozzo, regia di Enzo Balestrieri – miniserie TV (1990)
- La storia spezzata, regia di Andrea Frazzi e Antonio Frazzi – miniserie TV (1992)
- Un commissario a Roma – serie TV, 10 episodi (1993)
- Per amore o per amicizia, regia di Paolo Poeti – film TV (1993)
- La signora in verde, regia di Tony Flaadt (1993)
- Le cascadeur – serie TV, 1 episodio (1994)
- Addio e ritorno, regia di Rodolfo Roberti – film TV (1996)
- In nome della famiglia – serial TV (1997)
- Lui e Lei – serie TV, 8 episodi (1998)
- Squadra mobile scomparsi – serie TV, 1 episodio (1999)
- Non lasciamoci più – serie TV, 1 episodio (1999)
- L'ispettore Giusti – serie TV, 1 episodio (1999)
- Giochi pericolosi, regia di Alfredo Angeli – miniserie TV (1999)
- Turbo – serie TV, 1 episodio (1999)
- Camici bianchi – serie TV (1999)
- Tequila e Bonetti – serie TV, 1 episodio (2000)
- Distretto di Polizia – serie TV, episodio 1x24-7x18 (2000; 2007)
- L'uomo che piaceva alle donne - Bel Ami, regia di Massimo Spano – miniserie TV (2001)
- Il commissario – serie TV, episodi 1x04-1x08 (2001)
- Carabinieri 2 – serie TV (2002)
- Incantesimo 6 – serie TV (2002)
- Arrivano i Rossi – serie TV (2003)
- Il Grande Torino, regia di Claudio Bonivento – miniserie TV (2004)
- La squadra – serie TV (2005)
- Le mani dentro la città – serie TV (2012)

## Teatro
- Monsieur Ornifle di Jean Anouilh, regia di Luigi Squarzina (1983)
- I misteri di Pietroburgo di Fëdor Dostoevskij, regia di Vittorio Gassman (1984)
- Oh Luciano di Luciano di Samosata, regia di Alvaro Piccardi (1985)
- Girotondo di Arthur Schnitzler, regia di Carlo Rivolta (1987)
- Il caso Papaleo di Ennio Flaiano, regia di Maria Paola Sutto (1987)
- Lumie di Sicilia di Luigi Pirandello, regia di Gianni Leacche (1995)
- Anima nera di Giuseppe Patroni Griffi, regia di Rossella Falk (1995-1996)
- Nerone di Giuseppe Manfridi, regia di Franco Ricordi (2000-2002)
- Il malato immaginario di Molière, regia di Rodolfo Laganà (2004)
- Eppur si muove... ovvero il caso Galileo di Bertolt Brecht, regia di Riccardo Diana (2010-2013)
- Segretaluce nel laboratorio di Madame Curie... di Riccardo Diana, regia di Riccardo Diana (2014-2015)
- Il viaggio di Cristo di Claudio Proietti, regia di Claudio Proietti (2014-2015)
- Splendore dell'acqua di Karol Wojtyla (2015)
- Laudato si', di Gabriele Via, Ruben Zambon e Valentino Corvino (2016-2019)
- La poesia in musica di Anna Andreevna Achmatova e Marina Ivanovna Cvetaeva, regia di Marta Bifano e Barbara Scoppa (2017)
- Gran bollito alla Galileo di Sergio Basile, regia di Sergio Basile (2018)
- Recital Alda Merini (2019)
- Cechov fa male, regia di Sergio Basile (2017-2021)
- Esilio e natura, regia di Gabriele Via e Claudio Vignali (2021)
- Cime tempestose di Emily Brontë, regia di Francesca Ventura e Barbara Scoppa (2020-2022)
- Io Alda Merini (2020-2022)

## Riconoscimenti
- 1987 – Platea Oro per Ornifle
- 1990 – Premio Cinematografie per Turné
- 1995 – Premio Estate Romana
- 1995 – Premio Arte Sport per Anima nera